# Fernando Álvez
Fernando Harry Álvez Mosquera (Montevideo, 4 settembre 1959) è un ex calciatore e allenatore di calcio uruguaiano.

## Carriera

### Club
La prima squadra di Álvez è il Defensor Sporting, club in cui milita tra il 1976 e il 1977. Nel 1984 è al Libertad, squadra del Paraguay, in cui resta per poco tempo. La squadra a cui si lega di più è il Penarol, militandoci per un totale di 10 anni. Proprio con i gialloneri vince 5 campionati di calcio dell'Uruguay, nel 1978 il primo, l'ultimo nel 1997, anno del suo ritiro. Brevi le esperienze in Colombia,dove gioca con l'Independiente Santa Fe e l'Independiente Medellín,  Argentina, dove prima totalizza 35 presenze nella squadra del Textil Mandiyú, poi una breve apparizione al San Lorenzo, e Brasile, giocando per un breve periodo nel 1987 con il Botafogo. Si è ritirato nel 1997 vestendo la maglia del Penarol.

### Nazionale
Con l'Uruguay Álvez ha militato per 17 anni, dal suo debutto il 18 luglio 1980 nell'amichevole contro il Perù a Montevideo, al suo ritiro con la nazionale avvenuto l'8 giugno 1997 contro la Colombia. Ha partecipato ai mondiali di Messico 1986 e Italia 1990 e alla vittoriosa Copa América 1995. In quell'edizione della Copa América Álvez is rende protagonista durante tutto il torneo, subendo solo 2 gol nelle 3 partite della fase a gironi, e parando il rigore tirato da Túlio Maravilha durante i tiri di rigore nella finale, permettendo così all'Uruguay di alzare la Coppa per la quattordicesima volta. Nel 1997 decide di ritirarsi, giocando la sua ultima partita in nazionale durante le Qualificazioni a Francia 1998, contro la Colombia a Montevideo.

## Statistiche

### Cronologia presenze in nazionale
| Cronologia completa delle presenze e delle reti in nazionale ― Uruguay | Cronologia completa delle presenze e delle reti in nazionale ― Uruguay | Cronologia completa delle presenze e delle reti in nazionale ― Uruguay | Cronologia completa delle presenze e delle reti in nazionale ― Uruguay | Cronologia completa delle presenze e delle reti in nazionale ― Uruguay | Cronologia completa delle presenze e delle reti in nazionale ― Uruguay | Cronologia completa delle presenze e delle reti in nazionale ― Uruguay | Cronologia completa delle presenze e delle reti in nazionale ― Uruguay |
| Data                                                                   | Città                                                                  | In casa                                                                | Risultato                                                              | Ospiti                                                                 | Competizione                                                           | Reti                                                                   | Note                                                                   |
| ---------------------------------------------------------------------- | ---------------------------------------------------------------------- | ---------------------------------------------------------------------- | ---------------------------------------------------------------------- | ---------------------------------------------------------------------- | ---------------------------------------------------------------------- | ---------------------------------------------------------------------- | ---------------------------------------------------------------------- |
| 18-7-1980                                                              | Montevideo                                                             | Uruguay                                                                | 0 – 0                                                                  | Perù                                                                   | Amichevole                                                             | -                                                                      |                                                                        |
| 16-10-1985                                                             | Santiago del Cile                                                      | Cile                                                                   | 1 – 0                                                                  | Uruguay                                                                | Amichevole                                                             | -                                                                      |                                                                        |
| 2-2-1986                                                               | Miami                                                                  | Uruguay                                                                | 3 – 1                                                                  | Canada                                                                 | Amichevole                                                             | -                                                                      |                                                                        |
| 7-2-1986                                                               | Miami                                                                  | Uruguay                                                                | 1 – 1                                                                  | Stati Uniti                                                            | Amichevole                                                             | -                                                                      |                                                                        |
| 16-2-1986                                                              | Montevideo                                                             | Uruguay                                                                | 2 – 2                                                                  | Polonia                                                                | Coppa Carlos Solé                                                      | -                                                                      |                                                                        |
| 23-4-1986                                                              | Dublino                                                                | Irlanda                                                                | 1 – 1                                                                  | Uruguay                                                                | Amichevole                                                             | -                                                                      |                                                                        |
| 4-6-1986                                                               | Querétaro                                                              | Uruguay                                                                | 1 – 1                                                                  | Germania Ovest                                                         | Mondiali 1986 - Fase a gironi                                          | -                                                                      |                                                                        |
| 8-6-1986                                                               | Ciudad Nezahualcóyotl                                                  | Uruguay                                                                | 1 – 6                                                                  | Danimarca                                                              | Mondiali 1986 - Fase a gironi                                          | -                                                                      |                                                                        |
| 13-6-1986                                                              | Ciudad Nezahualcóyotl                                                  | Uruguay                                                                | 0 – 0                                                                  | Scozia                                                                 | Mondiali 1986 - Fase a gironi                                          | -                                                                      |                                                                        |
| 16-6-1986                                                              | Puebla                                                                 | Uruguay                                                                | 0 – 1                                                                  | Argentina                                                              | Mondiali 1986 - Ottavi di finale                                       | -                                                                      |                                                                        |
| 12-10-1988                                                             | Montevideo                                                             | Uruguay                                                                | 2 – 0                                                                  | Paraguay                                                               | Amichevole                                                             | -                                                                      |                                                                        |
| 2-11-1988                                                              | Concepción                                                             | Cile                                                                   | 1 – 1                                                                  | Uruguay                                                                | Amichevole                                                             | -                                                                      |                                                                        |
| 2-2-1990                                                               | Miami                                                                  | Uruguay                                                                | 2 – 0                                                                  | Colombia                                                               | Coppa Marlboro                                                         | -                                                                      |                                                                        |
| 4-2-1990                                                               | Miami                                                                  | Uruguay                                                                | 2 – 0                                                                  | Costa Rica                                                             | Coppa Marlboro                                                         | -                                                                      |                                                                        |
| 20-3-1990                                                              | Los Angeles                                                            | Uruguay                                                                | 1 – 2                                                                  | Messico                                                                | Amichevole                                                             | -                                                                      |                                                                        |
| 13-6-1990                                                              | Udine                                                                  | Uruguay                                                                | 0 – 0                                                                  | Spagna                                                                 | Mondiali 1990 - Fase a gironi                                          | -                                                                      |                                                                        |
| 17-6-1990                                                              | Verona                                                                 | Uruguay                                                                | 1 – 3                                                                  | Belgio                                                                 | Mondiali 1990 - Fase a gironi                                          | -                                                                      |                                                                        |
| 21-6-1990                                                              | Verona                                                                 | Uruguay                                                                | 1 – 0                                                                  | Corea del Sud                                                          | Mondiali 1990 - Fase a gironi                                          | -                                                                      |                                                                        |
| 25-6-1990                                                              | Roma                                                                   | Italia                                                                 | 2 – 0                                                                  | Uruguay                                                                | Mondiali 1990 - Ottavi di finale                                       | -                                                                      |                                                                        |
| 5-5-1991                                                               | Denver                                                                 | Stati Uniti                                                            | 1 – 0                                                                  | Uruguay                                                                | Amichevole                                                             | -                                                                      |                                                                        |
| 7-5-1991                                                               | Los Angeles                                                            | Uruguay                                                                | 2 – 0                                                                  | Messico                                                                | Amichevole                                                             | -                                                                      |                                                                        |
| 14-5-1991                                                              | San José                                                               | Costa Rica                                                             | 0 – 1                                                                  | Uruguay                                                                | Amichevole                                                             | -                                                                      |                                                                        |
| 30-5-1991                                                              | Santiago del Cile                                                      | Cile                                                                   | 2 – 1                                                                  | Uruguay                                                                | Amichevole                                                             | -                                                                      |                                                                        |
| 12-6-1991                                                              | Lima                                                                   | Perù                                                                   | 1 – 0                                                                  | Uruguay                                                                | Amichevole                                                             | -                                                                      |                                                                        |
| 19-6-1991                                                              | Montevideo                                                             | Uruguay                                                                | 0 – 0                                                                  | Perù                                                                   | Amichevole                                                             | -                                                                      |                                                                        |
| 26-6-1991                                                              | Montevideo                                                             | Uruguay                                                                | 2 – 1                                                                  | Cile                                                                   | Amichevole                                                             | -                                                                      |                                                                        |
| 7-7-1991                                                               | Valparaíso                                                             | Uruguay                                                                | 1 – 1                                                                  | Bolivia                                                                | Coppa America 1991 - Fase a gironi                                     | -                                                                      |                                                                        |
| 9-7-1991                                                               | Viña del Mar                                                           | Uruguay                                                                | 1 – 1                                                                  | Ecuador                                                                | Coppa America 1991 - Fase a gironi                                     | -                                                                      |                                                                        |
| 11-7-1991                                                              | Viña del Mar                                                           | Uruguay                                                                | 1 – 1                                                                  | Brasile                                                                | Coppa America 1991 - Fase a gironi                                     | -                                                                      |                                                                        |
| 15-7-1991                                                              | Viña del Mar                                                           | Uruguay                                                                | 1 – 0                                                                  | Colombia                                                               | Coppa America 1991 - Quarti di finale                                  | -                                                                      |                                                                        |
| 4-9-1991                                                               | Oviedo                                                                 | Spagna                                                                 | 2 – 1                                                                  | Uruguay                                                                | Amichevole                                                             | -                                                                      |                                                                        |
| 2-11-1991                                                              | Veracruz                                                               | Messico                                                                | 1 – 1                                                                  | Uruguay                                                                | Amichevole                                                             | -                                                                      |                                                                        |
| 28-6-1995                                                              | Rivera                                                                 | Uruguay                                                                | 7 – 0                                                                  | Nuova Zelanda                                                          | Amichevole                                                             | -                                                                      |                                                                        |
| 5-7-1995                                                               | Montevideo                                                             | Uruguay                                                                | 4 – 1                                                                  | Venezuela                                                              | Coppa America 1995 - Fase a gironi                                     | -                                                                      |                                                                        |
| 9-7-1995                                                               | Montevideo                                                             | Uruguay                                                                | 1 – 0                                                                  | Paraguay                                                               | Coppa America 1995 - Fase a gironi                                     | -                                                                      |                                                                        |
| 12-7-1995                                                              | Montevideo                                                             | Uruguay                                                                | 1 – 1                                                                  | Messico                                                                | Coppa America 1995 - Fase a gironi                                     | -                                                                      |                                                                        |
| 16-7-1995                                                              | Montevideo                                                             | Uruguay                                                                | 2 – 1                                                                  | Bolivia                                                                | Coppa America 1995 - Quarti di finale                                  | -                                                                      |                                                                        |
| 19-7-1995                                                              | Montevideo                                                             | Uruguay                                                                | 2 – 0                                                                  | Colombia                                                               | Coppa America 1995 - Semifinale                                        | -                                                                      |                                                                        |
| 23-7-1995                                                              | Montevideo                                                             | Uruguay                                                                | 1 – 1 dts (5 - 3 dtr)                                                  | Brasile                                                                | Coppa America 1995 - Finale                                            | -                                                                      | 14º Titolo                                                             |
| 8-6-1997                                                               | Montevideo                                                             | Uruguay                                                                | 1 – 1                                                                  | Colombia                                                               | Qual. Mondiali 1998                                                    | -                                                                      |                                                                        |
| Totale                                                                 |                                                                        | Presenze                                                               | 40                                                                     |                                                                        | Reti                                                                   | -48                                                                    |                                                                        |

## Palmarès

### Club
- Campionato uruguaiano: 5

Peñarol: 1978, 1979, 1981, 1982, 1997

### Nazionale
- Coppa America: 1

1995